# Ardan, Bistrița-Năsăud
Ardan (în dialectul săsesc Gordn, Gorn, în germană Garendorf, Garndorf, Jordan, în maghiară Árdány) este un sat în comuna Șieu din județul Bistrița-Năsăud, Transilvania, România.

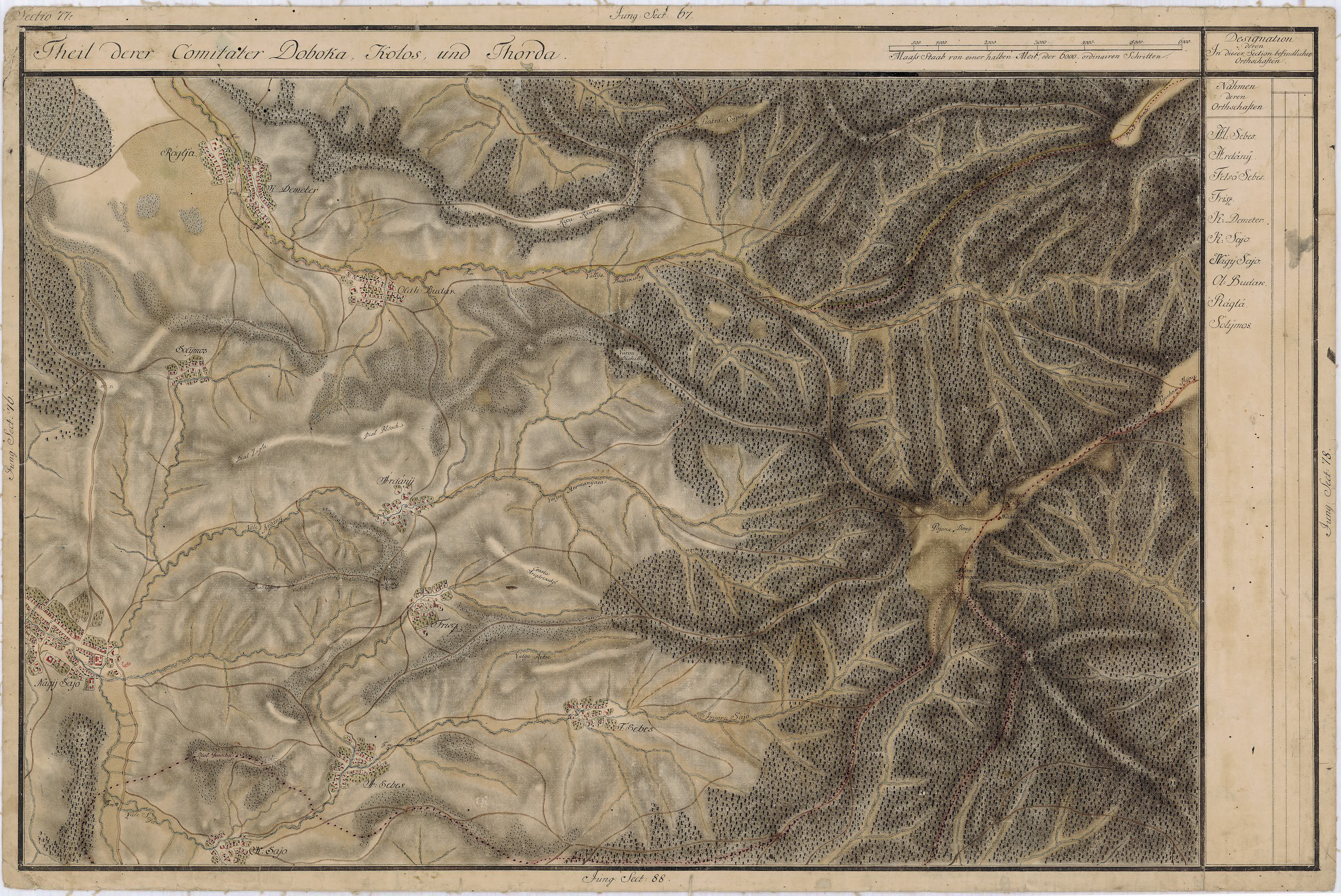
Ardan în Harta Iosefină a Transilvaniei, 1769-73